# 仰木亮彦
仰木 亮彦（おおぎ あきひこ、1983年9月21日 - ）は、日本のギタリスト、作詞家、作曲家。

## 略歴
東京都文京区出身。12歳からギターを始める。和光大学在学中にビッグバンドサークルで後の在日ファンクメンバーと出会う。2007年から在日ファンクのギタリストとして活動、ソロとしても2011年にEP『坂』を発売。作詞、作曲、コーラス、アレンジ、レコーディングも行っている。
カクバリズム所属。ニックネームはオオギナ。母親の仰木ひろみは地域雑誌『谷根千』（谷根千工房）の編集者。伯母は作家の森まゆみ。

## ソロ活動
ディスコグラフィー
| 発売日        | タイトル                         | 備考                     |
| ------------- | -------------------------------- | ------------------------ |
| 2011年6月26日 | EP「坂」                         |                          |
| 2012年9月18日 | 本「わたくしたちの本」イメージ曲 | ますこえり×白木朋子      |
| 2013年6月25日 | 本「わたくしたちの皿」テーマ曲   | ますこえり×白木朋子      |
| 2017年5月20日 | ROUND ONE                        | AKIHIKO OHGI×SHOGUNBEATZ |

## 参加バンド

### 在日ファンク

#### ディスコグラフィー
| 発売日         | タイトル         | 備考           |
| -------------- | ---------------- | -------------- |
| 2010年1月6日   | 「在日ファンク」 | P-VINE         |
| 2011年9月7日   | 「爆弾こわい」   | P-VINE         |
| 2012年10月3日  | 「連絡」         | P-VINE         |
| 2014年9月3日   | 「笑うな」       | 日本コロムビア |
| 2015年5月6日   | 「ぜいたく」     | 日本コロムビア |
| 2016年5月11日  | 「レインボー」   | 日本コロムビア |
| 2018年11月21日 | 「再会」         | カクバリズム   |

CM
- サントリー "STONES BAR"「OPEN ME UP！篇」
- バスクリン インセントスカルプ「Gnocchi（ニョッキ）」「不覚のニョッキを禁じ得ない篇」（「根にもってます」）
- スコッチウイスキーブランド「デュワーズ」

TV
- テレビ東京「モヤモヤさまぁ～ず2」エンディングテーマ /「爆弾こわい 岡村靖幸REMIX」
- テレビ東京「ウレロ☆未完成少女」オープニングテーマ
- 劇場版「Go！Go！家電男子」主題歌 /「爆弾こわい」
- NHK Eテレ アニメ「おじゃる丸」第18シリーズエンディングテーマ /「わからん」
- TOKYO MX「食の軍師」主題歌 /「ぜいたく」
- NHK「ネーミングバラエティー 日本人のおなまえっ！」テーマ曲
- NHK Eテレ『ミミクリーズ』「そっクリーのうた」

舞台
- 「ウレロ☆未解決少女」クマールファンク役（在日ファンク）で出演
- 「赤えんぴつin武道館」 アコースティックギター(赤えんぴつバンド)で出演

### STUTS
| 発売日         | タイトル                           | 備考               |
| -------------- | ---------------------------------- | ------------------ |
| 2018年9月5日   | 「Eutopia」                        | M2.3.4.5.6.7.10.14 |
| 2019年12月27日 | 「Magic Hour」                     | STUTS, BIM, RYO-Z  |
| 2020年4月29日  | 「STUTS Band Set Live 90 Degrees」 | W/O 5.6.11.12      |
| 2020年9月16日  | 「CONTRAST」                       | M1.2.3.4           |